# Sphyrospermum linearifolium
Sphyrospermum linearifolium là một loài thực vật có hoa trong họ Thạch nam. Loài này được Al. Rodr. & J.F. Morales mô tả khoa học đầu tiên năm 2005.